# HD 2039
HD 2039 — звезда, которая находится в созвездии Феникс на расстоянии около 293 световых лет от Солнца. Вокруг звезды обращается, как минимум, одна планета.

## Характеристики
HD 2039 представляет собой звезду класса G 8,99 видимой звёздной величины. Впервые в астрономической литературе упоминается в каталоге Генри Дрейпера, изданном в начале XX века. Масса звезды составляет 98% массы Солнца. Температура поверхности равна около 5675 кельвинов. Возраст звезды оценивается приблизительно в 2–10 миллиардов лет.

## Планетная система
В 2002 году группой астрономов, работающих в рамках программы AAPS (Anglo-Australian Planet Search), было объявлено об открытии планеты HD 2039 b в системе. По массе она превосходит Юпитер в 6 с лишним раза. Планета обращается на расстоянии около 2,23 а.е. от родительской звезды. Полный оборот вокруг неё она совершает за 1120 суток.